# Прохоров, Зинон Филиппович
Зинон Филиппович Прохоров (11 сентября 1909 года — 19 сентября 1944 года) — участник Великой Отечественной войны, гвардии лейтенант, Герой Советского Союза.

## Биография
Родился 11 сентября 1909 года в деревне Большой Олыкъял ныне Карайского сельсовета Волжского района Республики Марий Эл, в марийской семье. Рос одиннадцатым ребёнком в семье. Мать — Ксения Тихоновна, отец — Филипп Петрович, купец второй гильдии.
Окончил 5 классов: первые два года учился в Никольско-Кукморской земской школе соседнего русского села Никольское, третий класс — в церковно-приходской школе родной деревни, затем — в Сотнурской двуклассной школе.
В 1930 году хозяйство З. Прохорова было раскулачено, семья была выселена за пределы Марийской области, в деревню удалось вернуться только через 3 года после ходатайства в Москву.
Призван в ряды Красной Армии осенью 1937 года. В 1938 году участвовал в освобождении Западной Белоруссии от немцев, в 1939 году — в финской войне.
После окончания курсов по подготовке младших офицеров 6 марта 1941 года З. Ф. Прохорову было присвоено командирское звание «младший лейтенант».

### Начало Великой Отечественной войны
22 июня 1941 года, в первый день Великой Отечественной войны, командир взвода З. Ф. Прохоров поднял своих бойцов по боевой тревоге, а на второй день войны они вступили в бой с немцами. Почти три месяца пулемётчики взвода Прохорова вели непрерывные бои. 15 сентября 1941 года Зинон Прохоров получил тяжёлое ранение и был направлен в госпиталь Юго-Западного фронта.
После прохождения курса лечения был направлен в стрелковую дивизию сибиряков, прибывших к Сталинграду с Дальнего Востока.

### Подвиг
Особо отличился З. Ф. Прохоров в боях на территории Румынии в сентябре 1944 года. 19 сентября взвод, которым он командовал, сражался за высоту на подступах к селу Ходош. Продвижению бойцов мешал сильный пулемётный огонь из вражеского дзота. Гвардии лейтенант Прохоров со связкой гранат в руке пополз на огневую точку противника. Когда до вражеского пулемёта оставалось не более 15 метров, Прохоров приготовился метнуть гранаты, но вражеская пуля пробила правую руку. Тогда Зинон подполз поближе и лёжа, левой рукой бросил связку гранат. После сильного взрыва пулемёт смолк. Прохоров встал во весь рост и выкрикнул: «Вперёд! За Родину!».
Но в это время пулемёт вновь заработал. Прохоров был тяжело ранен, но, собрав последние силы, бросился к пулемёту и закрыл своим телом амбразуру вражеского дзота.
Указом Президиума Верховного Совета СССР от 24 марта 1945 года за образцовое выполнение боевых заданий командования на фронте борьбы с немецкими захватчиками и проявленные при этом отвагу и геройство, гвардии лейтенанту Прохорову Зинону Филипповичу присвоено звание Героя Советского Союза (посмертно).
Похоронен в братской могиле советских воинов в городе Тыргу-Муреш (Румыния).

## Награды
- Медаль «Золотая Звезда» (24.03.1945);
- орден Ленина (24.03.1945);
- орден Отечественной войны 2-й степени (20.09.1944).

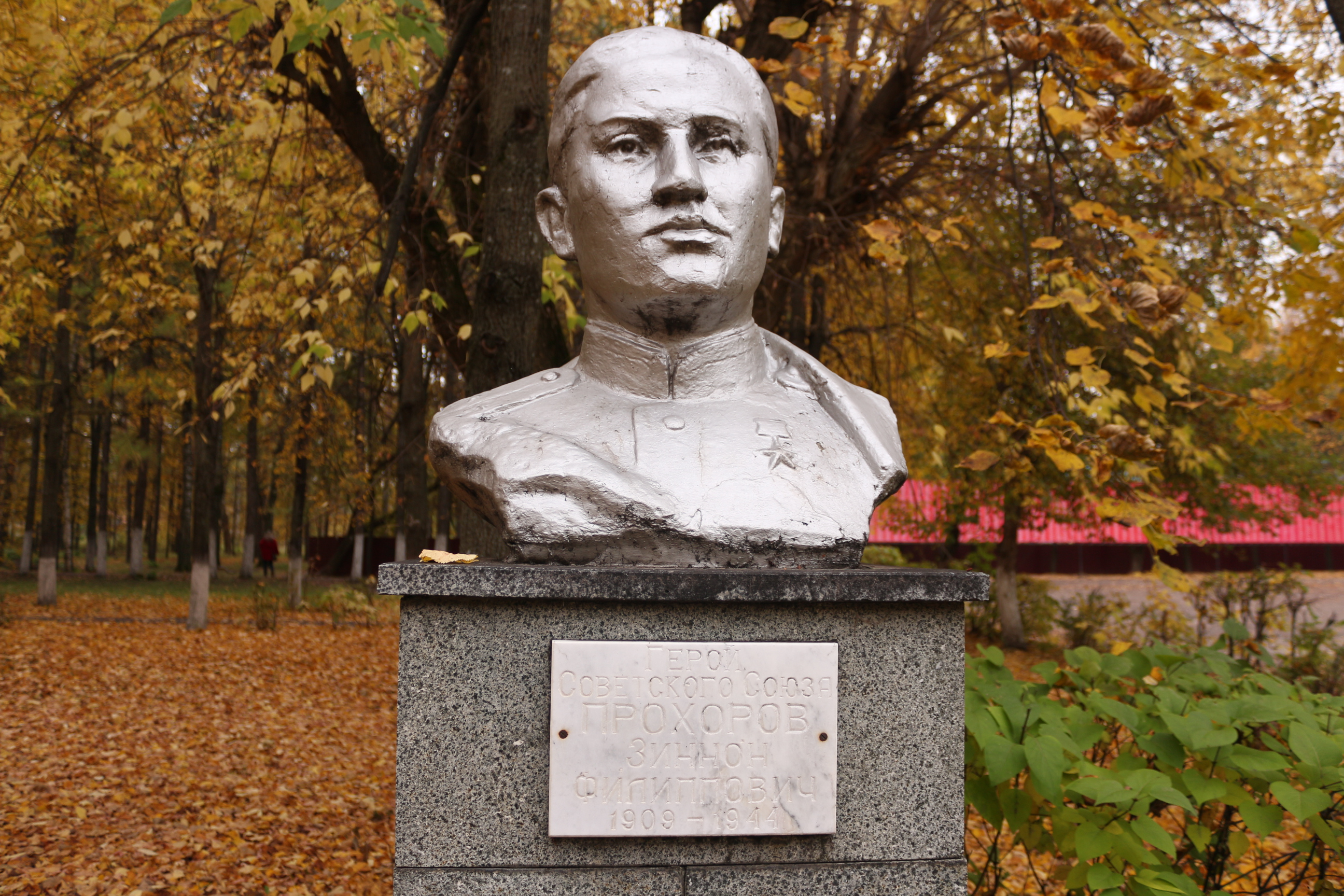
Бюст в Волжске

## Память
Именем З. Ф. Прохорова названы улицы Волжска и Йошкар-Олы, а также деревень Большой Олыкъял и Карай. Здесь установлены обелиски героя.
В деревне Большой Олыкъял открыт дом-музей.
Мемориальные доски установлены в Сотнурской школе Волжского района, Сотнурской МТС, Олыкъяльском Доме-музее, на улице Прохорова в Йошкар-Оле.